# دانه‌کاری آبی

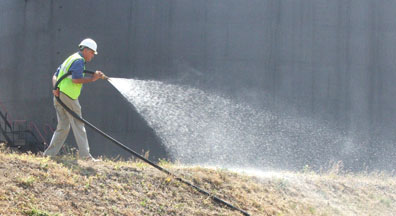
دانه‌کاری آبی در جزیره گرین ، کنت، انگلستان

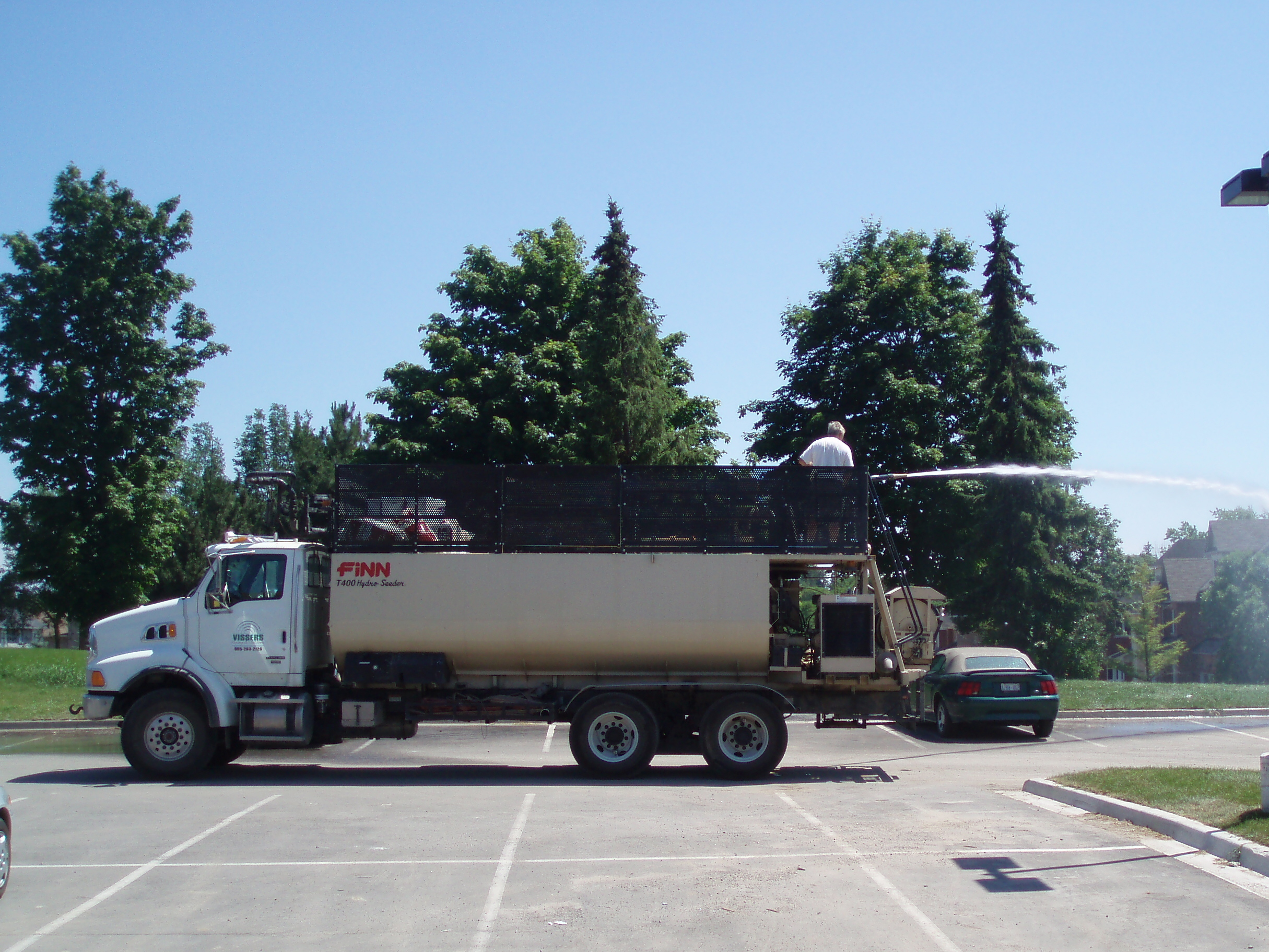
یک دستگاه دانه‌کاری آبی تجاری

دانه‌کاری آبی (به انگلیسی: Hydroseeding) (دانه‌کاری مالچ آبی یا مالچ‌پاشی آبی) یک فرایند کاشت است که در آن از دوغاب بذر و مالچ استفاده می‌شود. اغلب به عنوان یک فناوری مهار فرسایش در سایت‌های ساخت‌وساز، به عنوان جایگزینی برای فرایند سنتی پخش یا کاشت بذر خشک استفاده می‌شود.
دوغاب اغلب دارای مواد دیگری از جمله کود، عوامل چسبنده، مالچ فیبر و رنگ سبز است.